# Demjén Ferenc
Demjén Ferenc (Demjén Ferenc József; Diósgyőr, 1946. december 21. –) Kossuth-díjas magyar énekes, dalszövegíró és basszusgitáros. Beceneve „Rózsi”.

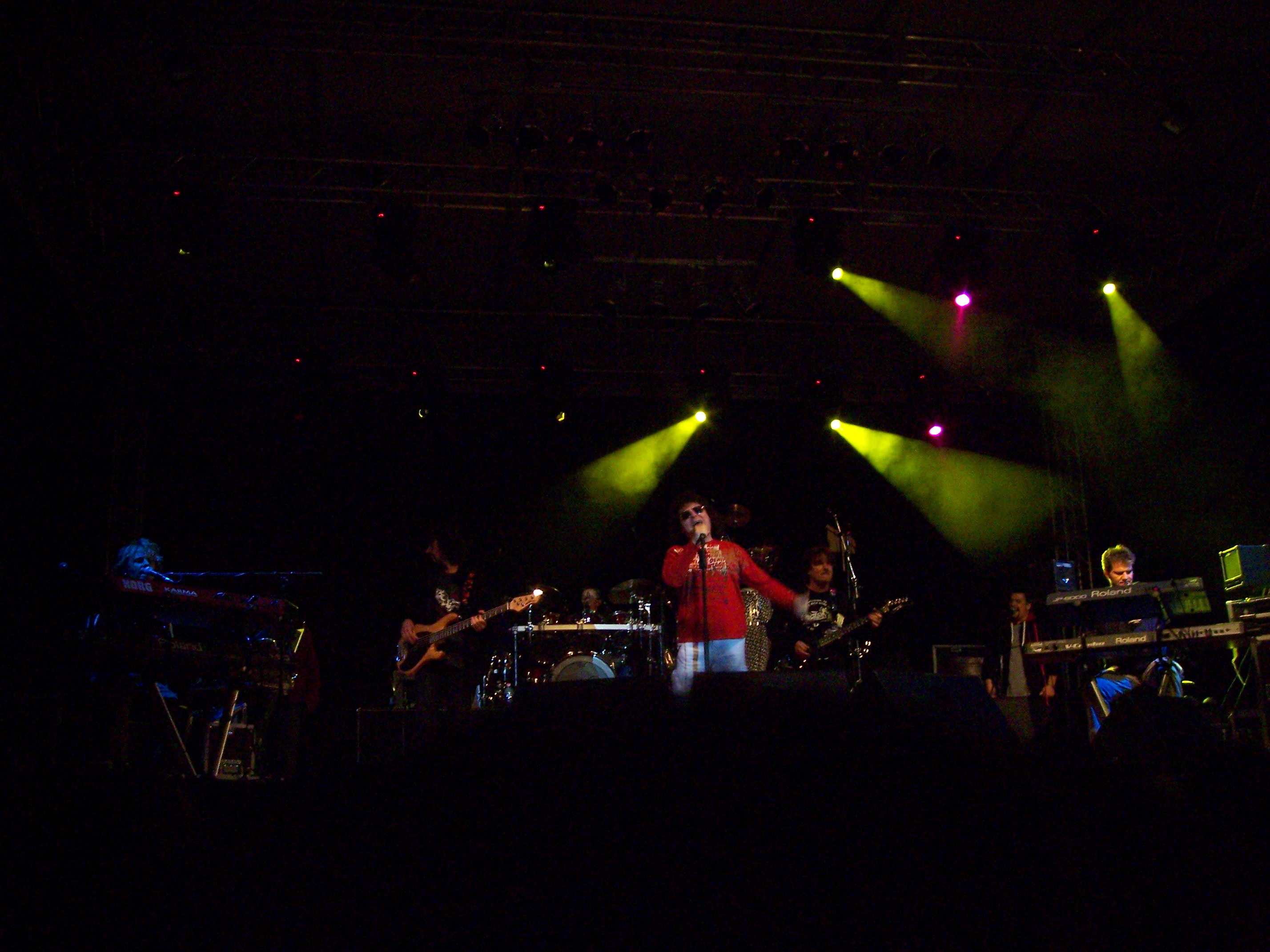
Koncert Békésen, 2007. szeptember 10.

## Életrajza

### Családja
Demjén István és Helmberger Ilona (1911–1989) harmadik gyermekeként született. Édesapja a Diósgyőri Vasgyár mérnöke volt, majd politikai okok miatt elbocsátották állásából, és a család Budapestre költözött 1951-ben. Édesapja minisztériumi állást kapott. Édesanyja eredetileg énekesnői pályára készült, ám akkoriban azt nem tartották erkölcsösnek. Édesapja dalárdákban énekelt, hangja erős és érces volt, Ferenc tőle örökölte hangerejét.
Összesen négyen vannak testvérek – egy nővére, egy bátyja, István és egy húga van –, Északkelet-Magyarországon, Svédországban és Budapesten élnek.
Háromszor kötött házasságot, de gyermeke nem született. Harmadik feleségével, Rebeccával egy New York-i rock-kocsmában ismerkedett meg, 1989-ben házasodtak össze. Budapesten és Dióspusztán élnek.

### Tanulmányai
Demjén Ferenc polgári családban nevelkedett, a Kertész utcai Általános Iskola után elvégezte a Petrik Lajos Vegyipari Technikumot és vegyésztechnikus lett, ám ebben a szakmában csak egy-két hónapot dolgozott, hogy a gyakorlatot megszerezze. Ezután sorkatonai szolgálatra hívták be.
Elkezdte fejleszteni zenei tehetségét, Gosztonyi Jánostól tanult zongorázni, aki gyakran elvitte őt a Zeneakadémiára, ahol orgonán is gyakorolhatott.

## Karrierje
1964-ben alapította testvérével, Demjén Istvánnal a Számum együttest, ahonnan 1966-ban a Dogsba léptek át, majd a Liversing tagjai lettek. 1968-ban a Meteor együttesben énekelt, 1969-ben Radics Béla zenekarának, a Sakk-Mattnak lett az énekese. 1970-ben játszott Radics új zenekarában, a Tűzkerékben is. Karrierjük kezdetén bátyjával közösen saját maguk készítettek gitárokat szekrénypolcok felhasználásával, az elektronikát is ők készítették el hozzá.
1970-ben találkozott Bergendy Istvánnal, aki meghívta saját együttesébe. Latzin Norbert: Jöjj vissza, vándor című dalával debütált, amelyet további slágerek követtek. 1970 őszétől Bergendy és zenekara már minden szombaton az E-klubban játszott. Előadásaikat ötezer fő tekintette meg. Az országos ismertséget az 1970-es szilveszteri televízióműsor hozta el számukra, melyben Hofi Géza műsorszáma három perccel rövidebb lett, és a fennmaradó idő kitöltése érdekében előadhatták a Mindig ugyanúgy című számot. Demjén a Bergendyben Latzin Norberttel írta a legjobb dalait. Első nyilvános fellépésük 1971-ben volt a Kisstadionban.
1976. november 6-án az együttes egy hároméves exkluzív szerződést írt alá a Magyar Hanglemezgyártó Vállalattal, melynek értelmében három év alatt három nagylemezüket megjelentetik, ezért cserébe lojalitást és együttműködést vár el a cég. Erdős Péter még aznap közölte, hogy szerinte Demjén el van nyomva a zenekarban, ezért azt javasolta, hogy az együttes következő lemeze Demjén Ferenc szólólemez legyen. 1977-ben Demjén, mivel szerinte a zenekarban már túlságosan keveredtek a műfajok és nem tudtak újat hozni, valamint ő nem tudott fejlődni abban a formában, kilépett a zenekarból.
Új szólóalbumának dalait már az ez év őszén megalakult V’Moto-Rock nevű együttessel mutatta be. 1977 és 1983 között Katona Klári, Sztevanovity Zorán, Zalatnay Sarolta, Szűcs Judith és Kovács Kati lemezein működött közre. Szöveget írt többek között 1985-ben a Szerelem első vérig, 1987-ben a Szerelem második vérig és a Moziklip, valamint az 1996-ban bemutatott Honfoglalás című, nagy sikerű filmek betétdalaihoz, amelyeket részben ő is adott elő. Közülük több azóta is sokat játszott sláger lett. A rendszerváltást követően szólókarrierbe kezdett, és szinte évente új nagylemezt jelentetett meg. 1991-ben először koncertezett a Budapest Sportcsarnokban (tizenkétezer ember előtt), amit utána még nyolcszor megismételt. 1996-ban munkásságáért megkapta a Magyar Köztársasági Érdemrend tisztikeresztjét. 2001-ben a Sacra Corona című filmben is megszólaltak szerzeményei. 2012-ben Kossuth-díjjal tüntették ki.
Politikai nézeteit nem titkolta, jobboldali beállítottsága közismert. Rendszeresen részt vesz a Fidesz tömegrendezvényein. Ő írta a Fidesz kampánydalát is, a Föld könnyeit, ami Demjén 60 című albumán is megjelent.
Fényérzékenysége miatt fellépésein napszemüveget visel.

## Beceneve
2006 márciusában a Heti Válaszban az újságírói kérdésre válaszolva elárulta, hogy becenevének története egészen a vészkorszakig nyúlik vissza, ugyanis akkoriban a nyilasok a „rózsi” szót használták a „rohadt zsidó” rövidítéseként. Később az általános iskolás, szintén zsidó osztálytársai nevezték el így, mivel elmondása szerint neki volt közöttük a „legnagyobb” orra.

## Diszkográfia

### Bergendy
- 1971 – Beat ablak
- 1971 – Bergendy
- 1973 – Hétfő (dupla koncertalbum)
- 1974 – Ötödik sebesség
- 1976 – Fagypont fölött miénk a világ
- 1977 – Bergendy Jazz (1975-ben készült)

### V'Moto-Rock
- 1978 – V'Moto-Rock
- 1980 – V'Moto-Rock II.
- 1982 – Gyertyák
- 1984 – Garázskijárat
- 1984 – Best Of V'Moto-Rock (angol nyelvű nagylemez)
- 1986 – V'Moto-Rock 5.
- 1987 – A fény felé

### Szólólemezek
- 1977 – Fújom a dalt
- 1989 – A szabadság vándora
- 1990 – Elveszett gyémántok
- 1991 – A Föld a szeretőm
- 1993 – Hat
- 1994 – Dalok a szerelemről
- 1994 – Nekem 8
- 1996 – Félszáz év
- 1997 – Ezzel még tartozom
- 1998 – Tizenhárom
- 1999 – 2000 éves álmok
- 2001 – Álmok, csodák, szerelmek
- 2003 – Hívlak
- 2006 – Demjén 60
- 2009 – Lelkünk most is vágtat
- 2010 – Így fogadj el igazán
- 2013 – Túl a világvégén
- 2018 – Még lázad a szív

### Koncertlemezek
- 1992 – BS 92.03.07 koncert
- 1996 – Ünnep '96 I.
- 1996 – Ünnep '96 II.
- 2005 – Aréna 2004.12.30 (DVD-n is megjelent)

### Válogatáslemezek
- 1991 – Best Of V'Moto-Rock – Várj, míg felkel majd a nap
- 1993 – Bergendy – Aranyalbum (1971-1975) (dupla album)
- 1997 – Motor boogie (V'Moto-Rock Válogatás 1977–1987)
- 2000 – A Magyar Rockzene hőskora (5 lemezes box, az első CD végig Bergendy, az utolsón V'Moto-Rock blokk található)
- 2006 – Greatest Hits No. 1 – Jöjj vissza, vándor
- 2006 – Greatest Hits No. 2 – Mikor elindul a vonat
- 2006 – Greatest Hits No. 3 – El kell, hogy engedj
- 2006 – Greatest Hits (3 lemezes box)

### Mások számára készített albumok
- Katona Klári
  - 1977 – Savanyú a csokoládé
  - 1978 – Láthatod: boldog vagyok
- Zalatnay Sarolta
  - 1978 – Minden szó egy dal (4 dal)
- Kovács Kati
  - 1979 – Szívemben zengő dal
  - 1983 – Érj utol

### Közreműködik
| Év         | Album                                                                         | Dal                                                                                            |
| ---------- | ----------------------------------------------------------------------------- | ---------------------------------------------------------------------------------------------- |
| 1987       | Moziklip                                                                      | Moziklip                                                                                       |
| 1996       | Best of szerelem                                                              | Szerelem első vérig                                                                            |
| 1996       | Elvarázsolt Edda-dalok                                                        | Egyedül maradtunk                                                                              |
| 1996       | Honfoglalás (FILMZENE)                                                        | Kell még egy szó                                                                               |
| 1998       | 50mló/Koncert (ÉLŐ)                                                           | Álomarcú lány                                                                                  |
| 1998       | A zeneszerző – Presser Gábor (talán) legszebb dalai                           | Elveszett gyémántok, A nagy találkozás                                                         |
| 1998       | Éltek itten nagyapák                                                          | Aki nincs, Elrepült nagypapák                                                                  |
| 1998       | Koncz Zsuzsa – Csodálatos világ                                               | Mindig volt, mindig lesz (duett Demjén Ferenccel)                                              |
| 1998       | Filmslágerek – Válogatás a legjobb magyar és külföldi filmek dalaiból         | Szerelem első vérig, Most kell eldöntenem, Moziklip                                            |
| 2000       | Élet vagy halál – Egy dal a Tiszáért (3 track single) [ SINGLE ]              | Life Is Do or Die                                                                              |
| 2000       | Ennyi a dal                                                                   | Szerelem első vérig                                                                            |
| 2000       | Kell még egy szó – Koltay Gábor filmjeinek és színpadi rendezéseinek zenéiből | Kell még egy szó                                                                               |
| 2000       | Anita: Csak a vágy                                                            | Csak a vágy ölel át                                                                            |
| 2000       | Sláger slágerek 4. / A 60-as, 70-es évek legnagyobb slágerei                  | Gyertyák                                                                                       |
| 2001       | Sláger slágerek 5. / Minden idők legnagyobb slágerei                          | Szerelem első vérig, Fekszem az ágyon                                                          |
| 2001       | Sacra Corona (Filmzene)                                                       | Ki szívét osztja szét                                                                          |
| 2002       | A zeneszerző 3. – Szerelmes dalok (Presser Gábor)                             | A szívemben nincs senki másnak hely, Szerelem az utolsó percig                                 |
| 2002       | Jöjjön el a te országod                                                       | Ki szívét osztja szét, Kell még egy szó                                                        |
| 2003       | Sláger slágerek – '90-es évek                                                 | Hogyan tudnék élni nélküled                                                                    |
| 2003       | Szerelem első/második vérig (FILMZENE)                                        | Szerelem első vérig, Mit szeretnél hát?, Most kell eldöntenem, Szerelem első vérig (VIDEOKLIP) |
| 2004       | A szerelem évszakai/Tavasz – Nagy találkozás                                  | A nagy találkozás, Gyere és szeress!, Szerelem első vérig                                      |
| 2004       | A szerelem évszakai / Nyár – Nagyon kell, hogy szeress (VÁLOGATÁS)            | Tépjél szét, Nekem így jó                                                                      |
| 2004       | A szerelem évszakai / Ősz – Miért mentél el? (VÁLOGATÁS)                      | El kell hogy engedj                                                                            |
| 2004       | A szerelem évszakai / Tél – Halott szenvedély (VÁLOGATÁS)                     | Nem vagy túl távol                                                                             |
| 2004       | Gyorsabban, magasabbra, erősebben (Válogatás)                                 | Élni és győzni                                                                                 |
| 2004       | Anita: Van Másik Út – Best Of                                                 | Csak a vágy ölel át                                                                            |
| 2005       | A nagy magyar filmzene album                                                  | Kell még egy szó                                                                               |
| 2005       | Honfoglalás – Platina sorozat                                                 | Kell még egy szó, Fly Fly                                                                      |
| 2005       | Nagy hazai házibuli lemez – Mix                                               | Fekszem az ágyon, Szerelemvonat                                                                |
| 2005       | A 80-as évek magyar slágerei karaoke DVD (VÁLOGATÁS)                          | Várj míg felkel majd a nap                                                                     |
| 2005       | A 80-as évek magyar slágerei karaoke DVD 2 (VÁLOGATÁS)                        | Fekszem az ágyon                                                                               |
| 2005, 2006 | Aranycsirke – A legjobb magyar filmslágerek                                   | Szerelem első vérig, Most kell eldöntenem                                                      |
| 2006       | Álomsláger                                                                    | Hogyan tudnék élni nélküled                                                                    |
| 2006       | Azok a 60-asok                                                                | Szabadság vándorai                                                                             |
| 2006       | Karaoke – Az elmúlt 25 év mega slágerei (Válogatás)                           | Szerelemvonat                                                                                  |
| 2006       | Karaoke 2 – Még nagyobb magyar slágerek                                       | Iskolatáska, Várj míg felkel majd a nap                                                        |
| 2006       | Nagy szerelmes lemez                                                          | Hogyan tudnék élni nélküled                                                                    |
| 2006       | Szabadság, szerelem (FILMZENE)                                                | Kell még egy szó, Ki szívét osztja szét                                                        |
| 2007       | A nagy retromix album                                                         | Iskolatáska                                                                                    |
| 2008       | Akkor És Most (Válogatás)                                                     | Mikor elindul a vonat, Hiányzol                                                                |
| 2008       | Koltay Gergely: Őrizz meg engem                                               | Életre élet jön                                                                                |
| 2016       | Kovács Ákos: Ugyanúgy                                                         | Helyreigazítás                                                                                 |

## Könyv
- Sz. Koncz István: Demjén – félszáz év. Interjúkötet; R&R Művészeti és Kulturális Bt., Bp., 1996
- Meg vagyok hatva(n); R&R Records, Somogyapáti, 2007
- Schiller–Demjén: Ármány és szerelem, Cella Septichora Kiadó, Pécs, 2020
- Demjén Ferenc – álmok könyve. Álomfejtő: Ómolnár Miklós; Mediaworks Hungary Zrt., Budapest, 2021

## Filmek
- Hogyan tudnék élni nélküled? (2024) – önmaga – A film a dalainak felhasználásával készült.

## Díjai
- EMeRTon-díj (1987, 1991, 1997, 2005)
- Popmeccs – Év szövegírója (1987)
- A máltai és a pozsonyi Lyra fesztivál közönségdíja
- Huszka Jenő-díj (1993)
- A Magyar Köztársasági Érdemrend tisztikeresztje (1996)
- Arany Zsiráf életműdíj (1997)
- Arany Nyíl életműdíj (2006)
- Artisjus-díj (2008)
- A Magyar Köztársasági Érdemrend középkeresztje (2010)
- Budapest díszpolgára (2010)
- Kossuth-díj (2012)
- Erzsébetváros díszpolgára (2012)
- Csepel díszpolgára (2014)
- Story különdíj (2017)
- Petőfi Zenei Díj – Életműdíj (2017)
- Ferencváros díszpolgára (2017)[15]
- Miskolc díszpolgára (2018)
- Petőfi Zenei Díj – Az év akusztikus koncertje (2020)[16]
- Baranya megye díszpolgára (2022)[17]
- A Magyar Filmakadémia életműdíja (2025)

## Emlékezete
- 2023 óta nevét viseli az 546498 Demjénferenc kisbolygó.[18]